# Izumiyama Sanroku

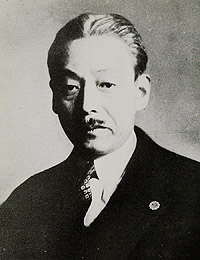
Izumiyama Sanroku

Izumiyama Sanroku (jap. 泉山 三六; * 20. Mai 1896 im Distrikt Higashitagawa, Präfektur Yamagata; † 7. Juli 1981) war ein japanischer Politiker der Liberalen Partei (Jiyū-tō) sowie zuletzt der Liberaldemokratischen Partei (Jiyūminshutō), der unter anderem zwischen 1947 und 1948 Mitglied des Repräsentantenhauses (Shūgiin) sowie 1948 kurzzeitig Finanzminister Japans war. Er war ferner von 1950 bis 1962 Mitglied des Oberhauses (Sangiin). 

## Leben
Izumiyama Sanroku stammte aus einer Bauernfamilie und wuchs bei Adoptiveltern in Hachinohe in der Präfektur Aomori auf. Nach dem Schulbesuch begann er ein Studium der Rechtswissenschaften an der Kaiserlichen Universität Tokio, das er 1921 abschloss. Im Anschluss begann er seine berufliche Tätigkeit bei der Mitsui Bank, wo er durch deren Direktor und späteren Finanzminister Ikeda Shigeaki gefördert wurde. Darüber hinaus arbeitete er auf Bitte von Generalleutnant Ishiwara Kanji zwischen 1937 und 1940 an der Seite von Masayoshi Miyazaki von der Wirtschaftsforschungsgesellschaft für die Südmandschurische Eisenbahn
Bei der Wahl vom 25. April 1947 wurde er als Kandidat der Liberalen Partei (Jiyū-tō) zum Mitglied des Repräsentantenhauses (Shūgiin) gewählt. Am 15. Oktober 1948 wurde er von Premierminister Yoshida Shigeru zum Finanzminister (ōkura-daijin) in dessen zweites Kabinett berufen. Nach einem Betrunkenheitsskandal in der Nacht vom 13. Dezember 1948 legte er am 14. Dezember 1948 sowohl sein Ministeramt als auch sein Abgeordnetenmandat nieder. Er gehörte zwischen dem 15. Oktober und dem 14. Dezember 1948 zugleich der Behörde für wirtschaftliche Stabilisierung als Kommissar an.
Am 4. Juni 1950 wurde Izumiyama Sanroku für die Liberale Partei erstmals zum Mitglied des Oberhauses (Sangiin) gewählt. 1955 wurde er Mitglied der aus der Liberalen Partei hervorgegangenen Liberaldemokratischen Partei und für diese bei der Sangiin-Wahl am 4. Juli 1956 wieder zum Mitglied des Oberhauses gewählt. Bei der Wahl vom 1. Juli 1962 erlitt er eine Niederlage und schied aus dem Oberhaus aus.